# DR-Baureihe SKL 25
Der Gleiskraftwagen SKL 25 wurde für den Gleisbau und die Streckenunterhaltung bei der Deutschen Reichsbahn durch das Werk für Gleisbaumechanik in Brandenburg entwickelt und gebaut. Er ist der Nachfolger des SKL 24, Typ „Schönweide“. Es wird unterschieden in die Bauarten SKL 25.0 (mit Roburmotor), SKL 25.1 (mit Deutzmotor) und SKL 25.2 (Weiterentwicklung, Versuchsträger für SKL 26) außerdem in SKLs mit und ohne Ladekran.

## Geschichte
Ab 1977 entwickelte das DR Werk für Gleisbaumechanik, Brandenburg-Kirchmöser den Gleiskraftwagen Typ SKL 25 und SKL 25 LK für den Transport von Personen, Maschinen- und Arbeitsgerät zur Streckenunterhaltung. Geplant war eine Steigerung von Transportkapazitäten bezüglich Personal und Material gegenüber dem SKL 24, Typ „Schönweide“. Während es an der Gesamtlänge im Vergleich zum SKL 24 nur geringe Veränderungen gab, wurde die Fahrerkabine des SKL 25 vergrößert und die Leistung verstärkt. Die Fahrzeuge erhielten bei der Reichsbahn die Bezeichnung SKL 25, sowie Kl (für Kleinwagen) mit der laufenden Nummer 4001–4366 und 5001–5013. Später wurde noch der Zusatz LK für Fahrzeuge mit Ladekran ergänzt.
Nach erfolgreichen Erprobungsergebnissen mit zwei Funktionsmustern (Kl 4001 und Kl 4002 LK), wurde am 29. Januar 1979 die Zulassung (Schutzgüte durch die DR) erteilt. Zusätzlich zur DR erhielten auch VEB mit eigenen Gleisanlagen Fahrzeuge zur Streckenunterhaltung. Hierzu gehörten vor allem Braunkohlewerke (BKW), Steinkohlewerke und Kraftwerke, welche über umfangreiche Gleisanlagen verfügten.
Mit Einführung des gemeinsamen Nummernschemas von Bundesbahn und Reichsbahn zum 1. Januar 1992 wurde zusätzlich der verbaute Motor gekennzeichnet: Fahrzeuge mit einem Robur-Motor wurden als 25/0 (angeschrieben 25.0.), Fahrzeuge mit Deutz-Motor als 25/1 (angeschrieben 25.1.) bezeichnet. Die vierstellige laufende Nummer und der Zusatz LK blieben dabei gleich.
1992 wurde die Produktion des SKL 25 eingestellt. 1993/1994 wurden noch einmal 6 Fahrzeuge als Versuchsträger zum im Bau befindlichen SKL 26 hergestellt. Diese besaßen bereits den später verwendeten Rahmen, einen stärkeren Ladekran, sowie einen größeren Motor und ein geändertes Getriebe. Sie wurden als SKL 25/2 bezeichnet und erhielten bei der DB AG die Nummern 25.2.047, 085, 059, 060, 061 und 501.

## Konstruktion
Wie der SKL 24 entstand auch der SKL 25 als zweiachsiges Schienenfahrzeug, jedoch in Ganzstahlausführung. Beide Achsen werden von einem Vierzylinder-Viertakt-Dieselmotor per 5-Ganggetriebe und einem nachgeschalteten Wendegetriebe über zwei Triplex-Rollenketten angetrieben. Die Höchstgeschwindigkeit beträgt 60 km/h, bei ca. 50 bis 60 PS, je nach verbautem Motor. Über das Auswechseln der Kettenritzel auf den Achsen kann die Höchstgeschwindigkeit auch auf 45 km/h gesenkt werden, um Steigungsstrecken mit mehr als 6 Promille noch mit einem beladenen Anhänger befahren zu können.
Um Anhänger mitnehmen zu können, verfügt der SKL 25 über zwei Anhängerkupplungen zum Kuppeln mittels Kuppelstange. Regelfahrzeuge mit konventioneller Zug- und Stoßeinrichtung können nur mit einer Verschubstange und max. 10 km/h bewegt werden. Die zulässige Anhängelast beträgt 25 t. Als Bremse wird eine direktwirkende Einleitungs-Einkreis-Druckluftbremse verwendet, welche auch mit den Anhängern kuppelbar ist. Die gegenüber dem SKL 24 vergrößerte Kabine lässt einen Transport von 7 Personen inklusive Fahrer zu.
Zum Transport von längeren Schienenstücken, können die Bordwände vorne und hinten entfernt werden, außerdem wurde die Kabine höher gesetzt und im unteren Bereich schmäler ausgeführt, was zum charakteristischen Aussehen des Fahrzeugs führt. Um in beiden Fahrtrichtungen einen uneingeschränkten Blick auf die Strecke zu haben, ist der Fahrersitz seitlich zur Fahrtrichtung angeordnet. Die Bordnetzspannung beträgt 12 V, lediglich zum Starten des Dieselmotors werden zwei 12 V-Batterien in Reihe geschaltet, um den 24 V-Anlasser zu betreiben.
Der SKL 25 wurde in zwei Varianten gebaut, mit und ohne Ladekran. Bei der Ausführung mit Ladekran sinkt auf Grund des höheren Eigengewichtes die maximale Zuladung des Fahrzeuges auf 3000 kg. Verwendet wurde hierbei ein hydraulisch angetriebener Ladekran der Bauart LDK 1250 vom VEB Spezialfahrzeugbau Löbau, wie er auch schon beim SKL 24 ab 1976 verwendet wurde. Der Antrieb erfolgt über ein pneumatisch angesteuerte Zahnrad-Hydraulikpumpe, welche durch einen Nebenanschluss am Getriebe angetrieben wird. Durch zwei zusätzlich ausfahrbare Hydraulikstützen können so bei 2,5 m Ausladung 1250 kg, bei 4,2 m noch 500 kg verladen werden. Außerdem verfügt der Ladekran bereits über zwei mechanische Sperren, welche sowohl ein Berühren der Oberleitung als auch ein Schwenken in das Lichtraumprofil des Nachbargleises verhindern können.

## Einsatz
Die Maschinen wurden im gesamten Bereich der DR zur Streckenunterhaltung eingesetzt. Hier ergänzten sie den Bestand an SKL 24. Spätestens mit dem Aufkommen der GAF100 1996 bei der DB AG wurden vermehrt Fahrzeuge abgestellt, da sie über keine Zug- und Stoßeinrichtung verfügen und demnach für z. B. Überführungsfahrten nicht in Züge eingestellt werden dürfen/können. Auch wegen ihrer fehlenden Sicherungseinrichtungen (PZB, SiFa, Zugfunk) wurden vermehrt Fahrzeuge abgestellt, wobei die Fahrzeuge ohne Ladekran meist zuerst abgestellt wurden. Da bei der Zusammenfassung der DR und DB zur DB AG 1994 viele kleinere Bahnmeistereien aufgelöst wurden, wurden hier viele Fahrzeuge überflüssig und verkauft. In der Anfangszeit wurden viele Fahrzeuge an private Gleisbauunternehmen verkauft, die sie weiter einsetzten. Spätestens seit der Bedingung, dass Fahrzeuge für einen Betrieb auf bundeseigenen Strecken mit PZB und Zugfunk ausgerüstet sein müssen, wurden sie auch hier wieder vermehrt abgestellt und verschrottet. Seit 2012 besitzt die DB AG keine SKL 25 mehr. Zum Teil werden sie aber noch von Anschluss-, Privat- und Museumsbahnen verwendet, welche auf nichtbundeseigenen Gleisen fahren und eine entsprechende Ausrüstung nicht benötigen. Hierzu zählen z. B. das Sächsische Eisenbahnmuseum, die Eisenbahnfreunde Wetterau und der Förderverein Historische Westsächsische Eisenbahnen e. V. Dazu kommen noch viele Eisenbahnmuseen, welche einen SKL 25 als Exponat in ihrer Sammlung haben.
| Typ/Jahr | 1997 | 2005 | 2012 |
| -------- | ---- | ---- | ---- |
| 25/0     | 93   | –    | –    |
| 25/1     | 169  | 25   | –    |
| 25/2     | 6    | –    | –    |